# Катальдо, Дарио
Да́рио Ката́льдо (итал. Dario Cataldo; род. 17 марта 1985, Ланчано, Абруцци, Италия) — итальянский профессиональный шоссейный велогонщик, выступающий за казахстанскую команду Astana Pro Team. Чемпион Италии в индивидуальной гонке 2012 года.

## Карьера
В 2006 году Дарио Катальдо сенсационно выиграл молодёжную версию Джиро д'Италия, чем сразу же привлёк к себе внимание профессиональных команд. В 2007 году он подписал первый контракт с командой высшего дивизиона Liquigas. Сезон для итальянца начался крайне неудачно — во время январской тренировки он был сбит машиной и сломал запястье правой руки, что не позволило ему выступать в весенней части сезона. Вернувшись в гонки, Катальдо выиграл два этапа на Тур де л'Авенир, а также несколько раз попадал в десятку лучших на гонках континентального уровня.  Значительно менее успешным был сезон 2008 года, в котором Катальдо не смог показать никаких высоких результатов, что привело к тому, что Liquigas принял решение не продлевать с ним контракт.
В составе новой команды Quick Step Катальдо проехал всю Джиро, которую он завершил 58-м, а также остановился в шаге от подиума на американской недельной гонке Тур Миссури. В 2010 году итальянец не смог завершить Джиро, сойдя на 19-м этапе, а на испанской Вуэльте он расположился на итоговой 70-й позиции. Кроме этого, Катальдо расположился в шаге от победы на национальном первенстве в гонке с раздельным стартом, которую он завершил вторым, уступив ровно минуту Марко Пинотти.
В 2011 году Катальдо вошёл в пятёрку сильнейших на Туре Страны Басков, а в общем зачёте итальянской многодневки он расположился на итоговой двенадцатой позиции. Значительно менее удачной для него выдалась Вуэльта, которую он закончил лишь на 132-м месте. Под занавес сезона Катальдо вошёл в десятку лучших на Туре Пекина и стал двенадцатым в последней классической гонке сезона — Джиро ди Ломбардия.
В 2012 году, как и год назад, на Джиро Катальдо расположился на 12-м месте, а спустя месяц после финиша многодневки он сумел выиграть трёхцветную майку чемпиона Италии в гонке с раздельным стартом, обойдя действующего чемпиона Адриано Малори и пятикратного победителя Марко Пинотти. На Вуэльте Катальдо стал 52-м, но главным достижением на этой гонке для итальянца стала победа на сверхтяжёлом королевском этапе, который финишировал на вершине подъёма Вальгранде-Пахарес. Большую часть этапа Катальдо провёл в отрыве с бельгийцем Де Гендтом, а на заключительной части подъёма, градиент на которой достигал 22% итальянец смог немного оторваться от своего попутчика, опередив его на финише на семь секунд.
С 2015 года выступает за казахстанскую команду Мирового тура Astana Pro Team. 
В июне 2018 добился первой заметной победы - выиграл майку горного короля на Критериум Дофине 2018 
В 2019 году выиграл 15-й этап Гранд-тура Джиро д’Италия .

## Достижения
2006
- 1-й  на Бэби-Джиро (U23) – ГК

2007
- 1-й на этапе 1 (ТТТ) на Неделе Ломбардии
- 3-й на Rund um den Henninger Turm
- 4-й на Джиро дель Венето
- 10-й на Туре де л'Авенир – ГК
  - 1-й на этапах 2 и 7
- 10-й на Кубке Уго Агостони

2008
- 1-й на этапе 1b (ТТТ) Settimana Internazionale di Coppi e Bartali

2009
- 4-й на Туре Миссури – ГК
- 5-й на Гран-при Бруно Бегелли
- 5-й на Coppa Lella Mentasti – GP Città di Stresa

2010
- 1-й на Гран-при Бруно Бегелли
- 2-й на Чемпионате Италии по шоссейному велоспорту в индивидуальной гонке с раздельным стартом

2011
- 7-й на Trofeo Magalluf-Palmanova
- 9-й на Туре Пекина – ГК

2012
- 1-й  - Чемпион Италии в индивидуальной гонке с раздельным стартом
- 1-й на этапе 16 Вуэльта Испании
- 1-й на этапе 1b Tour de l'Ain
- 9-й на Вуэльта Каталонии – ГК

2013
- 1-й на этапе 2 (ТТТ) Джиро д’Италия
- 1-й на этапе 1b (ТТТ) Джиро дель Трентино

2014
- 2-й на Чемпионате Италии по шоссейному велоспорту в индивидуальной гонке с раздельным стартом
- 2-й на Settimana Internazionale di Coppi e Bartali – ГК
  - 1-й на этапах 1b (ТТТ) и 4 (ТТТ)

2015
- 4-й на Джиро дель Трентино – ГК

2016
- 1-й на этапе 2 Вуэльта Бургоса
- 8-й на Вуэльта Мурсии
- 9-й на Туре Польши – ГК

2017
- 4-й на Чемпионате Италии по шоссейному велоспорту в индивидуальной гонке с раздельным стартом

2018
- Горная классификация на Критериум Дофине 2018

2019
- 1-й на этапе 15 Джиро д’Италия
- 8-й на Тур Альп

| ГК | Генеральная классификация |

### Гранд-туры
| Гранд-тур       | 2008 | 2009 | 2010 | 2011 | 2012 | 2013 | 2014 | 2015 | 2016 | 2017 | 2018 | 2019 |
| --------------- | ---- | ---- | ---- | ---- | ---- | ---- | ---- | ---- | ---- | ---- | ---- | ---- |
| Джиро д’Италия  | НФ   | 59   | НФ   | 12   | 12   | 57   | 26   | 25   | —    | 14   | —    | 48   |
| Тур де Франс    | —    | —    | —    | —    | —    | —    | —    | —    | —    | НФ   | —    |      |
| Вуэльта Испании | —    | —    | 71   | 132  | 51   | 74   | НФ   | 57   | 51   | —    | 64   |      |

| —  | Не участвовал  |
| НФ | Не финишировал |